# Raukaua
Raukaua is een geslacht uit de klimopfamilie (Araliaceae). De soorten komen voor op Tasmanië, in Nieuw-Zeeland en in zuidelijk Zuid-Amerika.

## S oorten
- Neopanax arboreus (L.f.) Allan
- Raukaua anomalus (Hook.) A.D.Mitch., Frodin & Heads
- Raukaua edgerleyi (Hook.f.) Seem.
- Raukaua gunnii (Hook.f.) Frodin
- Raukaua laetevirens (Gay) Frodin
- Raukaua simplex (G.Forst.) A.D.Mitch., Frodin & Heads
- Raukaua valdiviensis (Gay) Frodin

## Hybrides
- Raukaua × parvus (Kirk) Heenan
- Raukaua × serratus (Kirk) Heenan